# EPrints
Eprints(이프린츠)는 사우샘프턴 대학교의 전기·컴퓨터 대학원에서 처음 설계된 것이다. 정보에 대한 자유로운 접근과 이용을 도모하기 위한 오픈 액세스 개념으로 법적, 경제적, 기술적 장벽 없이 전 세계 이용자 누구라도 정보에 접근할 수 있도록 정보를 장기적으로 보존하고 공유하기 위한 것이다. 기관 리포지터리 시스템으로 최초로 설계된 소프트웨어이며 무료 오픈 소프트웨어이다. Eprints는 오픈 액세스의 연구문학, 과학, 자료, 논문, 보고서 및 멀티미디어 저장소를 설정하는 가장 쉽고 빠른 방법이다. Carr가 언급한 바와 같이 EPrints는 ‘당신 자신의 리포지터리를 구축하기’위한 솔루션으로 제안되었고,기관과 그룹들이 OAI메타데이터 공유 프로젝트에 참여할 수 있도록 하였다. EPrints는 리포지터리 간에 ‘상호운용성’(interoperable)을 높여 기관들 간에 개별성보다는 상호 협력적으로 노출 및 검색될 수 있도록 프로토콜을 소개하는 OAI에 영향을 받았다.

## 다중적 의미
하나의 연구팀인 동시에 개발을 위한 지원팀을 일컫기도 하고, 상업용으로 제공하는 서비스 혹은 오픈 소스 소프트웨어를 지칭하기도 한다. EPrints 소프트웨어는 웹 기반 서버로서 , 적합한 메타데이터가 포함된 디지털 개체를 저장하여 개별 리포지터리 구축을 가능하게 돕는다. 때로 FAIR 프로그램의 UK ePrints를 지칭하거나나, 출판 전 논문 (preprints)과 출판 후 논문 (postprints)을 모두 포함하는 의미인 “eprints”로 사용되기도 한다.

## 개발과정
기관 리포지터리를 지향한 최초의 소프트웨어로, 초기에는 연구 문헌을 저장하는 목적으로 사용하였으나 비교적 최근에는 이미지를 비롯한 멀티미디어, 연구 데이터 등 다양한 디지털 자원에 대한 이용 요구를 충족시키는 방향으로 개발되어 왔다. EPrints는 OAIS 참조모형(Reference Modelfor Open ArchivalInformation System,이하 OAIS참조모형)을 반영해 개발되었다. OAIS참조모형은 2002년 1월 CCSDS(Consultative Committee for Space Data Systems, 미항공우주국의 우주데이터 시스템 위원회)에 의해서 개발되었다. 장기적인 디지털 정보 보존을 위해 필요한 개념을 이해하고 적용하는 프레임워크며, ISO 표준(14721:2002)으로 확정되었다. OAIS에서 ‘오픈’(Open)은 공개 포럼을 통해서 개발된 표준으로 자유롭게 이용이 가능함을 나타내며, ‘Archival Information System’은 하드웨어 및 소프트웨어를 포함할 뿐만 아니라 정보를 수집하고, 보존하고 이용시키는 담당자도 포함된 개념이다. 디지털 자원의 보존을 위한 OAIS 참조 모형은 다양한 유형의 기관에 적용되고 있으며, 전자기록물의 장기보존 관련 프로젝트에서 폭넓게 활용되고 있다. 아울러 기관 리포지터리 시스템인 EPrints에서도 OAIS 참조모형을 반영하여 시스템을 개발 및 보완한다.

## 역할
Dspace, Fedora, Eprints 등의 리포지터리는 상업적 정보 커뮤니티와 학술적 커뮤니티의 특성을 변화시키고 있다. 대학 , 연구소 , 출판사 , 도서관 , 기업 등은 혁신적인 리포지터리 기반 시스템을 생성하고 있다. 이 시스템들은 디지털 컨텐츠의 생성과 관리를 지원하는 데이터에서부터 정보의 생애 전체를 담당하여 정보의 이용 , 재이용 , 상호연결을 가능하게 하고 장기 보존과 아카이빙을 보장하는 역할을 한다.

## 구축 소프트웨어
EPrints는 영국의 사우샘프턴 대학교에 의해 개발,발전 되었고 자유 소프트웨어 재단(OSF)에서 만든 자유 소프트웨어 라이센스 GPL(GeneralPublicLicense)에 따라 배포된 범용 소프트웨어이다.현재 전 세계 270여개 기관에서 EPrints를 소프트웨어로 사용하여 리포지터리를 운영하고 있다. 2000년 11월 EPrints버전 1.0을 발표하였고 이후 여러 번의 업그레이드를 통해 다양한 유연성을 포함시켜 최근 EPrints 버전 3.0을 발표하였다. EPrints버전 3.0은 이용자 중심으로 개선되었으며 유사한 자료의 등록 시 등록된 자료의 정보를 알 수 있고 저자명 등록 시 자동완성 기능에 의해 등록 할 수 있다. EPrints는 고품질의 효과적인 리포지터리를 실현하기 위한 있는 플랫폼으로 구축 초기에는 논문 및 연구 문헌을 저장하고 보존하기 위한 목적으로 사용되었으나 현재는 연구 데이터,이미지,멀티미디어 등 다양한 전자 학술정보를 이용할 수 있도록 운영되고 있다. 그리고 연구 결과물,과학적 데이터,논문들에 대한 리포지터리를 가장 쉽고 빠르게 구축 하는 방법으로 인식되고 있고 설치 방법이 간단하고 시간 소요가 적으며 다양한 언어 버전을 지원하고 있다.또한 EPrints는 다른 기관의 리포지터리 구축에 대한 지원과 리포지터리의 지속적인 운영을 위한 자금 지원 및 오픈 액세스 소프트웨어 제공을 위해 노력하고 있다.

## 소프트웨어의 장점
오픈 액세스의 활동을 돕고 기관 내의 변화를 촉진시키는 셀프 아카이빙을 추구하는 관점에서 개발된 EPrints는 “pre-prints culture” 즉 , 학술 영역의 특성이라 할 수 있는 정보 공유와 지지의 문화를 표방하고 있다. EPrints 소프트웨어의 가장 큰 장점은 적은 비용으로 기관의 정보 관리에 관한 실제적인 해결책을 강구할 수 있다는 점을 들 수 있다. 쉽고 빠르게 구축할 수 있고 구글 이용이 편리하도록 설계 (google-friendly)되어 있다. 뿐만 아니라 이용자의 요구에 빠르게 응답할 수 있는 지원 팀이 구성되어 커뮤니티를 지원한다.
또한 EPrints는 저자의 출판 전 논문과 출판 후 논문의 등록을 모두 지원하는 데 탁월함을 보였다

## 구축범위
Eprints에는 학술논문, 학위 논문, 심사 전 논문 및 심사 후 논문, 특허 자료, 강의 자료, 리포트, 과학적 데이터, 실험 자료 등 2010년 9월 기준으로 15,429여 건의 자료가 등록되어 있다. Eprints는 전 세계적인 접근을 통해 연구의 가시성을 높이고 사우샘프턴 대학교에서 생산되는 학술자료의 영구적인 보존과 이용을 제공하고자 한다. 연구자는 언제 어디서나 자신의 등록 자료뿐만 아니라 다른 연구자들의 자료를 이용할 수 있다. 그리고 누구나 모든 학술정보를 무료로 이용할 수 있고 등록된 학술정보의 원문 제공을 통해 기관의 가시성, 접근성, 수집성, 검색성을 높이고 있다.

## 이용 범위 및 서비스
교수, 연구자, 학생 등 사우샘프턴 대학교의 구성원은 Eprints를 통해 학술정보를 등록, 저장 할 수 있고 제출된 자료는 언제든지 다시 볼 수 있으며, 검토 및 수정이 가능하다. 그리고 자신이 등록한 학술정보의 원문뿐만 아니라 사운드 파일, 이미지 파일 등을 업로드 할 수 있다. Eprints는 RSS
(Rich Site Summary)를 기반으로 누구나 데이터를 저장하고 새로 추가할 수 있고 업데이트된 자료를 빠르게 이용 가능하다. 그리고 리포지터리 내에 이용자 영역을 제공하고 있어 연구자들은 연구와 관련한 중요한 자료, 기억 및 보관해야 할 자료를 저장할 수 있고 등록한 자료에 대해 재검토 할 수 있다. 또한 Manage deposits 영역을 통해 저장 자료를 관리 할 수 있고 Profile 영역을 통해 등록한 자료의 세부적인 내용에 대한 업데이트 정보를 알 수 있으며, Saved 영역에서는 검색에 대한 안내나 새로 등록된 자료에 대해 이메일을 통해 전달 받을 수 있다.

## 저작권 정책
Eprints는 저자 및 연구자에게 그들 자신의 지적 재산에 대한 저작권을 부여하고 있다. 저자는 생산한 학술정보를 출판하고 온라인 셀프 아카이빙을 통해 등록하며 복사, 무료 배포 하는 것을 결정 할 수 있다.
Eprints는 학술정보의 저작권과 관련해서는 세계적으로 사용되고 있는 SHERPA/RoMEO의 권고 사항을 바탕으로 제공하고 있고 만약 저작권의 위반이 증명되면 해당 학술정보는 즉시 삭제된다.

## 기능적 특징
Rob Tansley가 2000년 4월 EPrints 개발을 시작해, 2000년 11월에 v1.0을 발표하였고, 이 후 13번의 업그레이드를 거쳐 2007년 EPrints 3이 개발되었다.
- EPrints 3의 기능적인 특징
브라우징의 경우, 대개는 자동 색인으로 생성된 주제명, 저자명, 발행일 등에 의해 제공되는 것이 일반적이다. 그러나 EPrints 3에서는 출판 형태나 업무 부서와 같이 가능한 모든 기준에 의해서 브라우징을 할 수 있다. 데이터 등록 기능에서는 유사한 자료가 등록된 경우를 알려주고 저자명 등록시에는 이름 자동완성 기능을 사용할 수 있다. 또한 이용자가 데이터를 쉽게 이해할 수 있도록 데이터 형태를 구분해 놓고 있다. 뿐만 아니라 ISSN, ISBN 등을 통해 저널이나 출판물의 서명을 입력하면 관련 정보들이 SHERPA/RoMEO를 통해 입력되는 서비스를 제공하고 있어 리포지터리 관리자나 데이터를 등록하는 이용자가 더욱 편리하게 등록 기능을 이용할 수 있다.
여러 개의 문헌이 하나의 컨텐츠를 구성할 수 있으며 각각의 문헌에 라이선스와 접근 권한, 접근 제한 기간을 설정할 수 있다. 이용자 인터페이스에서는 데이터 반출 행위에 대한 추적(audit) 내용도 확인할 수 있다. 셀프 아카이빙의 흐름에서 기관 리포지터리를 지원하고 있기 때문에, EPrints 소프트웨어는 이용자에 초점을 맞춘 개별 적용을 중요하게 여기는 경향이 있다. 이미지, 비디오, PDF 문서의 썸네일에 마우스를 올려놓으면 전체 내용을 미리 볼 수 있는 기능을 비롯해, "사본 요청"이라는 버튼을클릭하면 저자에게 문서 접근을 요청하는 이메일을 전송 할 수 있어 개별화 지원 여부가 더욱 강력하다. 또한 RSS 서비스는 지속적인 정보 획들을 지원한다. 또한 원래 사우스 샘프턴 대학이 가지고 있었던 저작권은 GNU Gerneral Public License(GPL)로 변경되어 많은 기관에서 EPrints를 적용할 수 있게 되었다.

## 운영 주체
사우샘프턴 대학교 전자, 컴퓨터 공학부의 전자 공학, 시스템 및 소프트웨어 공학, 전자 시스템 및 기계, 생물 과학 및 기술, 시스템 및 네트워크, 나노 등 많은 연구 커뮤니케이션 그룹의 협력으로 운영되고 있다. 커뮤니케이션 그룹은 전자 및 컴퓨터 분야 연구자들에게 적합한 기술을 지원하고 향상시키기 위해 리포지터리를 비약적으로 발전시켰고 커뮤니케이션, 이론적 정보 교환에 초점을 맞추고 연구 지원을 위해 노력하고 있다.

## 기관 레포지터리 협력체제 사례
ePrints UK는 영국 내 대학 오픈 아카이브 레포지터리에 수집된 연구논문을 영국의 모든 고등교육기관에서 이용할 수 있게 하는, 주제 기반 서비스를 개발하기 위한 국가적 프로젝트이다. ePrints UK는 OCLC의 자동 주제 분류 웹 서비스를 사용하여 주제 기반 서비스를 제공하며, OCLC에서 제공하는 주제 전거와 사우샘프턴 대학의 인용분석 웹서비스를 사용하여 수집된 메타데이터의 질을 높이려고 노력하고 있다.

## 구축 사례
Eprints 소프트웨어는 영국 사우샘프턴 대학에서 개발되어 영국 대학들을 중심으로 구축된 경우가 많다. 특히 2002녀부터 FAIR프로그램의 일환으로 진행된 14개의 프로젝트에서 Eprints를 적용한 사례가 많다. Eprints 웹 사이트에서 확인한 목록에 따르면 2007년 4월 기준으로, Eprints 기관 리포지터리를 구축한 기관은 233개에 이른다. 주요 구축 사례를 보면, 사우샘프턴 대학의 컴퓨터학과와 전기공학과의 연구 결과물을 EPrints 소프트웨어 v2.3으로 구축한 사례와 v2.1을 이용한 글래스고대학의 e-prints 아카이브가 있다. 글래스고 대학의 연구는 학술 저작물에 대한 접근을 목적으로 정보통신처와 대학 도서관이 협력하여 수행하였는데 결과가 성공적이었다. 옥스퍼드 대학에서는 저자가 작성한 연구 논문을 위해 Eprints 2.3을 이용하여 디지털 리포지터리를 구축하였으며, 노팅엄 대학은 특정 주제 중심의 다학문적 기관 리포지터리 구축에 관한 연구를 수행하였다.